# İstanbul Futbol Ligi 1907/08

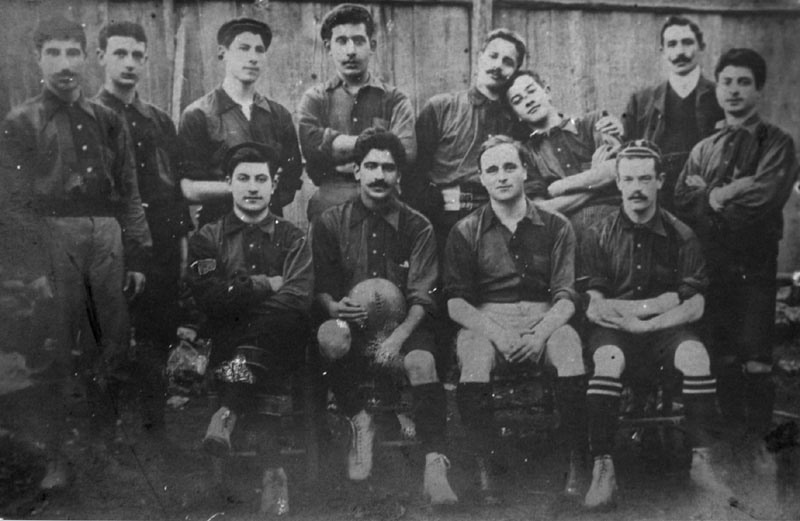
Moda FC, İstanbul Futbol Ligi 1907/08-Sieger

Die İstanbul Futbol Ligi 1907/08 war die vierte ausgetragene Saison der İstanbul Futbol Ligi. Meister wurde zum ersten Mal Moda FC.

## Abschlusstabelle
| Rang | Verein               |
| ---- | -------------------- |
| 01.  | Moda FC              |
| 02.  | Cadi-Keuy FC         |
| 03.  | Galatasaray Istanbul |
| 04.  | Elpis FC             |
| 05.  | HMS Imogene FC       |